# Kommendör Hornblower
Kommendör Hornblower (The Commodore, 1945) är C.S. Foresters fjärde roman om sjöofficeren Horatio Hornblower.

## Handling
Kommendör Hornblower är i Östersjön som befäl över en eskader. Han sitter i en svår politisk sits, Ryssland och Sverige är neutrala, men minsta felsteg och de ansluter sig till Napoleon. Hornblower förhandlar med Kronprins Karl Johan av Sverige och tsar Alexander av Ryssland. Han bevisar vad brittiska flottan går för genom att sänka franska korvetter och förstöra franska batterier.
Efter många om och men får Hornblowers eskader Ryssland och Sverige att alliera sig med England och föra krig mot Napoleon Bonaparte. Hornblowers eskader försvarar Riga under en lång tid innan Bonaparte måste dra sig tillbaka. Hornblowers eskader får sedan, efter en lång tid, segla hem till England.